# Phénotype macroscopique
Le phénotype macroscopique est l'ensemble des traits apparents d'un individu. Il est déterminé par les phénotypes moléculaires et cellulaires.

## Botanique
Le phénotype d'un fruit dépend du plant femelle dont il est originaire (c’est-à-dire du plant portant le pistil fécondé même si l'arbre est autofertile).
En général, soit la paroi de l'ovaire forme la paroi du fruit (noix, etc.); soit une autre partie de la fleur (femelle) forme le fruit : renflement du réceptacle floral (pommiers, courge) ou inflorescence qui se regroupe (ananas, mûre).
Ainsi, si du pollen de pommier à fleurs à petits fruits rouges féconde le pistil d'un pommier (disons 'Granny Smith' à gros fruits verts...); le phénotype du fruit sera "gros fruit vert"; car la pomme est issue du gonflement du réceptacle floral de la fleur fécondée. Et la construction de ce réceptacle est programmée par le patrimoine génétique (génotype) du plant mère. 
Cela n'empêche pas que, dans la graine de notre exemple, se trouve le patrimoine génétique de notre croisement. Si on semait ce pépin, ses fruits seraient, pour simplifier, à mi-chemin : "moyen rouge verdâtre"; car le génotype de notre croisement s'exprimerait enfin au travers de la formation du fruit... avec tous les hasards de la reproduction sexuée qui nous rendent si différents de nos frères et sœurs biologiques.